# Vallée de la Meuse (secteur de Stenay)
Vallée de la Meuse (secteur de Stenay) este o arie protejată (sit de importanță comunitară — SCI) din Franța întinsă pe o suprafață de 2.338 ha, integral pe uscat.

## Localizare
Centrul sitului Vallée de la Meuse (secteur de Stenay) este situat la coordonatele 49°27′01″N 5°11′14″E / 49.45028°N 5.18722°E.

## Înființare
Situl Vallée de la Meuse (secteur de Stenay) a fost declarat arie specială de conservare în baza directivei 92/43 din 1992 referitoare la conservarea habitatelor naturale și a faunei și florei sălbatice pentru a proteja 17 specii de animale.

## Biodiversitate
Situată în ecoregiunea continentală, aria protejată conține 8 habitate naturale: Liziere de ierburi înalte hidrofile de câmpie și de nivel montan până la alpin, Râuri cu maluri nămoloase cu vegetație de Chenopodion rubri p.p. și Bidention p.p., Păduri aluvionare cu Alnus glutinosa și Fraxinus excelsior (Alno-Padion, Alnion incanae, Salicion albae), Cursuri de apă de la nivel de câmpie la nivel montan, cu vegetație Ranunculion fluitantis și Callitricho-Batrachion, Pajiști cu Molinia pe soluri calcaroase, turboase sau argilos-nămoloase (Molinion caeruleae), Ape stătătoare oligotrofe până la mezotrofe, cu vegetație de Littorelletea uniflorae și/sau de Isoëto-Nanojuncetea, Fânețe de joasă altitudine (Alopecurus pratensis, Sanguisorba officinalis), Peșteri inaccesibile publicului.
La baza desemnării sitului se află mai multe specii protejate:
- mamifere (7): castor (Castor fiber), liliac cu aripi lungi (Miniopterus schreibersii), liliac cu urechi mari (Myotis bechsteinii), liliac cărămiziu (Myotis emarginatus), liliac comun (Myotis myotis), liliacul mare cu potcoavă (Rhinolophus ferrumequinum), liliacul mic cu potcoavă (Rhinolophus hipposideros)
- nevertebrate (5): Coenagrion mercuriale, Euplagia quadripunctaria, fluturele purpuriu (Lycaena dispar), Unio crassus, Vertigo moulinsiana
- pești (5): zvârluga (Cobitis taenia), zglăvoacă (Cottus gobio), Cottus perifretum, țipar (Misgurnus fossilis), boarță (Rhodeus amarus)

Pe lângă speciile protejate, pe teritoriul sitului au mai fost identificate 11 specii de plante, 6 specii de păsări, 6 specii de amfibieni, 9 specii de mamifere, 2 specii de pești, 2 specii de reptile.